# Der Noir
I Der Noir sono un gruppo musicale coldwave - darkwave italiano formatosi a Roma nel 2011

## Storia del gruppo
I Der Noir sono nati a Roma nel 2011, composti dal DJ Luciano Lamanna, dal cantante e bassista Manuele Frau e dal chitarrista Manuel Mazzenga. Il primo EP autoprodotto, l'omonimo Der Noir, è stato pubblicato lo stesso anno, mentre il 31 gennaio 2012, pubblicato per l'etichetta romana RBL Music Italia, è uscito il loro primo album, dal titolo A Dead Summer, con cui riescono a ottenere attenzioni dalla critica di settore. Il video del singolo Another Day supporta l'attività live, che porta il gruppo fuori dai confini italiani arrivando ad esibirsi anche in Russia e ad aprire la tappa romana dell’All You Need Is Now Tour dei Duran Duran alla Centrale del Tennis di Roma il 18 luglio dello stesso anno. Il 10 giugno A Dead Summer viene ripubblicato in edizione speciale, con l'aggiunta di un rifacimento del brano Il mare d'inverno. Il 2013, è l'anno del secondo album, dal titolo Numeri e Figure, uscito il 3 ottobre, in cui continua la collaborazione con la RBL Music Italia, che ne cura la pubblicazione. Il disco consta di nove brani, due dei quali (la title track e Carry On) faranno parte della colonna sonora de La santa, film di Cosimo Alemà presentato al Festival di Roma. Il 20 novembre 2015, anticipato dal singolo Idea Of Love, è uscito il terzo lavoro del gruppo, dal titolo A Certain Idea Of Love.

## Stile musicale
Il gruppo si rifà alle atmosfere darkwave degli anni Ottanta.

## Formazione
- Luciano Lamanna - synth, programmazione (2011-presente)
- Manuele Frau - voce, basso elettrico (2011-presente)
- Manuel Mazzenga - chitarra elettrica (2011-presente)

## Discografia
- 2011 - Der Noir (EP) (Autoprodotto)
- 2012 - A Dead Summer (RBL Music Italia)
- 2013 - Numeri e Figure (RBL Music Italia)
- 2015 - A Certain Idea of Love (Subsound Records/RBL Music Italia)